# Funafala
Funafala ist eine langgezogene Riffinsel im Riffsaum des Atolls Funafuti, Tuvalu.

## Geographie
Die Insel liegt an einer Stelle des Atolls, wo der südliche Riffsaum nach Norden verläuft. Am verbreiterten Südende, wo auch die gleichnamige Siedlung liegt, ist die Insel nur durch schmale Kanäle getrennt von Telele und Tefota und nach Norden schließt sich Mateiko an.

## Geschichte
Auf der Insel leben fünf Familien und es gibt eine Kirche. Der Name „Funafala“ bedeutet: „Der Pandanus von Funa“ und Funa ist der Name eines Häuptlings, nach dem die Inselgruppe ihren Namen erhalten hat.

### Stürme 1883 und 1972

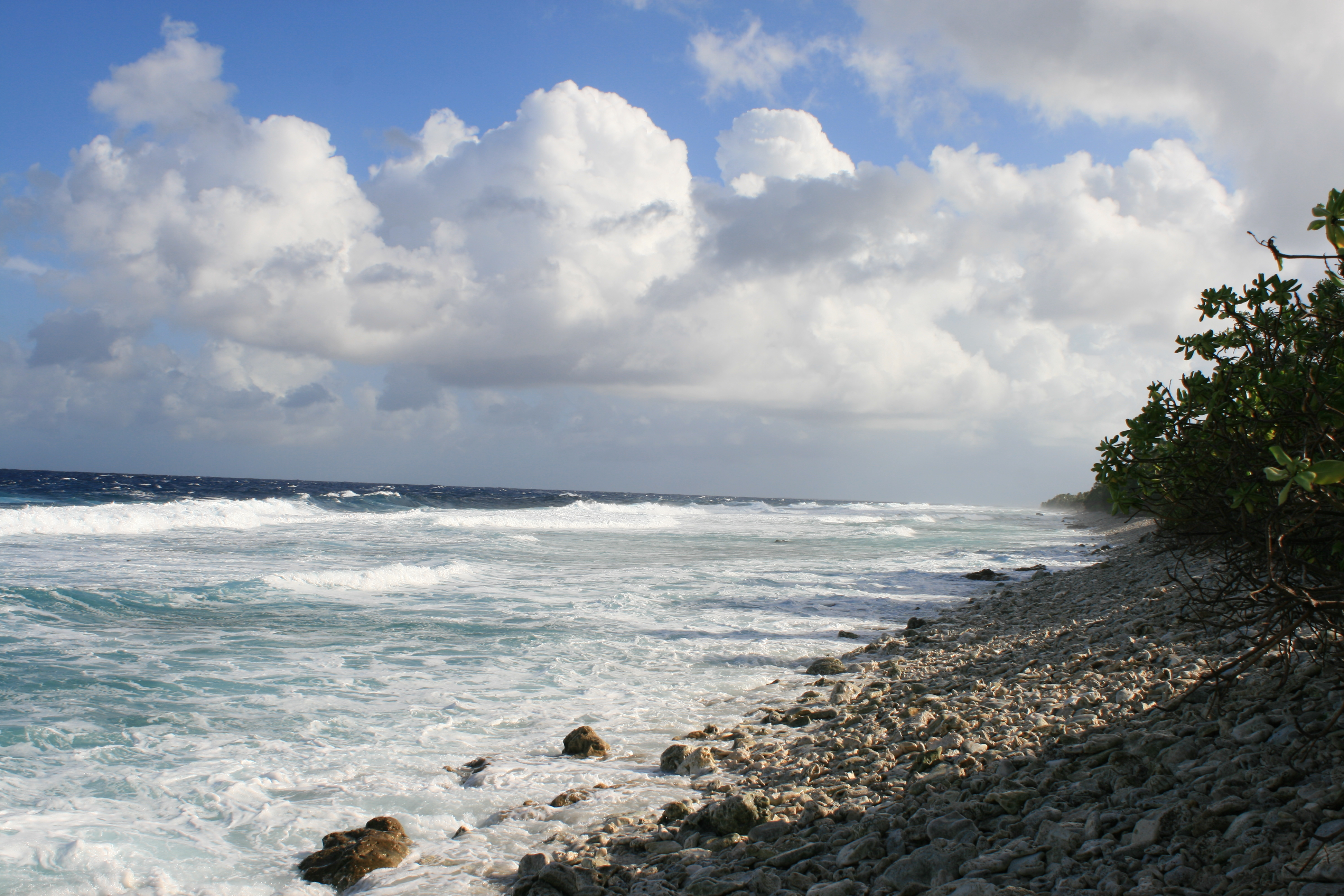
Die Sturmdünen in Funafuti, der höchste Punkt des Atolls.

George Westbrook, ein Händler auf Funafuti, berichtet von einem Zyklon, der Funafuti 1883 verwüstete. Westbrook war beim Eintreffen des Sturms die einzige Person auf Fongafale, weil Tema, der samoanische Missionar, alle Einwohner nach Funafala geholt hatte, um eine Kirche zu errichten. Alle Gebäude in Fongafale wurden zerstört, inklusive der Kirche und der Handelsmagazine von Westbrook und Alfred Restieaux. In Funafala entstand nur wenig Schaden und die Menschen kehrten zurück und bauten Fongafale wieder auf.
1972 lag Funafuti im Lauf des Zyklon Bebe, der als Zyklon der Vor-Saison die Gilbertinseln, Ellice Islands und Fidschi traf. Bebe zerstörte 90 % der Häuser und Bäume. Die Sturmflut schuf eine Wand aus Korallenbruch entlang der Ozeanseite von Fongafale und Funafala, die ca. 16 km lang und  3 bis 6 m dick war. Die Trinkwasserreserven wurden ungenießbar.

### Zweiter Weltkrieg
Während des Pazifikkrieges zog die Masse der Einwohner von Fongafale nach Funafala, um in Fongafale Platz für die United States Air Force zu machen, die einen großen Teil der Insel zur Konstruktion des Flugfeldes einnahmen. Das Princess Margaret Hospital wurde ebenfalls nach Funafala verlegt.